# Nikainetos
Nikainetos (altgriechisch Νικαίνετος) aus Samos oder Abdera in Thrakien war ein griechischer Dichter, der in der zweiten Hälfte des 3. Jahrhunderts v. Chr. wirkte.
Von seinen Werken sind nur Fragmente erhalten. Bekannt sind:
- Lýrkos, in Hexametern verfasst. In einem erhaltenen Fragment[1] geht es um Kaunos, den Gründer der gleichnamigen Stadt, der vor dem lüsternen Begehren seiner Schwester Byblis flieht
- Katalog der Frauen[2], vermutlich von den Eoien Hesiods geprägt
- Epigramme[3]